# Sulzfeld (bei Bad Königshofen)
Sulzfeld település Németországban, azon belül Bajorországban. Lakosainak száma 1791 fő (2023. december 31.).

## Népesség
A település népessége az elmúlt években az alábbi módon változott:
| Lakosok száma | 606  | 941  | 1209 | 1607 | 1694 | 1662 | 1658 | 1694 | 1723 | 1791 |
|               | 1875 | 1950 | 1975 | 1987 | 2012 | 2014 | 2016 | 2017 | 2021 | 2023 |